# Saint-Genest-d'Ambière
Saint-Genest-d'Ambière é uma comuna francesa na região administrativa da Nova Aquitânia, no departamento de Vienne. Estende-se por uma área de 32,06 km². Em 2010 a comuna tinha 1 249 habitantes (densidade: 39 hab./km²).